# Рохо, Тамара
Тама́ра Ро́хо (исп. Tamara Rojo, род. 17 мая 1974 года в Монреале) — испанская артистка балета, танцевавшая преимущественно в Великобритании. В 2012—2022 годах руководила труппой Английского национального балета. С 2022 года — руководитель Балета Сан-Франциско.

## Биография
Тамара Рохо родилась в Канаде. Родители вернулись в Испанию, когда ей было 4 месяца. В 1983—1991 годах Тамара училась в балетной школе Виктора Ульяте, позднее также занималась у Дэвида Ховарда и Ренато Парони. В 1991 году была принята в состав балетной труппы Виктора Ульяте, где танцевала до 1996 года. В 1994—1997 годах работала в Балете Шотландии, с 1997 года — в труппе Английского национального балета. С 2000 по 2013 год была солисткой Королевского балета в Лондоне.
С сентября 2012 года Тамара Рохо — директор Английского национального балета.
Продолжив образование, получила в 2016 году диплом с отличием в Университете короля Хуана Карлоса. Является бакалавром танца, магистром сценических искусств и доктором философии в области исполнительских искусств.

## Постановки
- 25 мая 2022 — «Золушка» Сергея Прокофьева, Шведская королевская опера, Стокгольм. Музыкальный руководитель постановки — Гэвин Сазерленд, оформление и костюмы — Кристиан Лакруа, световые проекции — Тобиас Рилендер. Первые исполнители: Золушка — Мадлен Ву, Принц — Джанмарко Романо.

## Признание
- 1994 — Гран-при среди женщин и Золотая медаль города Парижа, Международный конкурс артистов балета в Париже
- 1996 — Первая премия итальянских критиков «Лучшему танцовщику года»
- 2000 — Премия театра Баркли за выдающиеся заслуги в области танца
- 2002 — Премия Общества британских балетных критиков, Золотая медаль за заслуги в области искусства[исп.][5]
- 2004 — Премия Леонида Мясина
- 2005 — Премия Принца Астурийского
- 2007 — Приз города Мадрида за исполнительское мастерство
- 2008 — Приз «Бенуа танца», Международная медаль Мадрида за заслуги в области искусства
- 2010 — Премия Лоренса Оливье за лучшую танцевальную постановку («Голдберг: проект Брандструпа и Рохо», совместно с хореографом Кимом Брандструпом)
- 2011 — Командор 1 класса ордена Изабеллы Католической
- 2012 — Золотая медаль за заслуги в области искусства, Центр исполнительских искусств имени Джона Ф. Кеннеди
- 2013 — Приз Фонда банка Сантандер за развитие испано-британских отношений
- 2016 — Командор Ордена Британской империи